# UEFA Champions League im ZDF
Die UEFA Champions League live ist die Übertragung der UEFA Champions League im Zweiten Deutschen Fernsehen.

## Geschichte
Das ZDF hatte sich bereits im Jahr 2008 um die Rechte zur Ausstrahlung der UEFA Champions League beworben, aber diese gingen damals an Sat.1. Seit der Saison 2012/13 übernimmt das ZDF diese Rechte und sicherte sie sich für drei Jahre. Die Rechtekosten belaufen sich auf schätzungsweise 54 Millionen Euro jährlich.
Ende Dezember 2013 wurde bekannt, dass sich das ZDF die Rechte für weitere drei Jahre gesichert hat. Somit wurde die UEFA Champions League bis mindestens Sommer 2018 im ZDF ausgestrahlt.

## Konzept
In der 20-minütigen Vorberichterstattung werden von der Sportredaktion des ZDF erstellte Berichte über beide Mannschaften gezeigt. Daraufhin gibt Experte Oliver Kahn seine Einschätzung zur Leistungsstärke der beiden Mannschaften ab. Auch im Vorfeld aufgezeichnete Interviews mit Spielern und Trainern werden meistens gezeigt, um den Zuschauer mit Hintergrundinformationen auf das Spiel vorzubereiten. In der Halbzeitpause, die größtenteils mit einer Kurzausgabe des heute-journals gefüllt wird, werden außerdem die wichtigsten Szenen der 1. Halbzeit gezeigt und von Oliver Kahn analysiert. Gleiches wird im Anschluss an das Spiel getan, wobei hier das Hauptaugenmerk auf Live-Interviews gelegt wird, um die direkten Reaktionen der Spieler und Trainer einzufangen. Außerdem werden Zusammenfassungen der weiteren Spiele der Champions League des Abends gezeigt.

## Team
| Saison    | Moderatoren  | Moderatoren   | Experten    | Experten         | Reporter   | Reporter       | Reporter     |
| --------- | ------------ | ------------- | ----------- | ---------------- | ---------- | -------------- | ------------ |
| 2012/2013 | Oliver Welke | Jochen Breyer | Oliver Kahn |                  | Béla Réthy | Oliver Schmidt |              |
| 2013/2014 | Oliver Welke | Jochen Breyer | Oliver Kahn |                  | Béla Réthy | Oliver Schmidt |              |
| 2014/2015 | Oliver Welke | Jochen Breyer | Oliver Kahn | Martin Schneider | Béla Réthy | Oliver Schmidt |              |
| 2015/2016 | Oliver Welke | Jochen Breyer | Oliver Kahn | Martin Schneider | Béla Réthy | Oliver Schmidt | Simon Rolfes |
| 2016/2017 | Oliver Welke | Jochen Breyer | Oliver Kahn | Martin Schneider | Béla Réthy | Oliver Schmidt | Simon Rolfes |